# 朱元璋
朱 元璋（しゅ げんしょう、天暦元年9月18日〈1328年10月29日〉 - 洪武31年閏5月10日〈1398年6月24日〉）は、明の初代皇帝(在位:洪武元年1月4日〈1368年1月23日〉 - 洪武31年閏5月10日〈1398年6月24日〉)。廟号は太祖（たいそ）。諡号は高皇帝（こうこうてい）。その治世の年号「洪武」から洪武帝（こうぶてい）と呼ばれる。

## 生涯

### 皇帝即位まで

#### 少年期

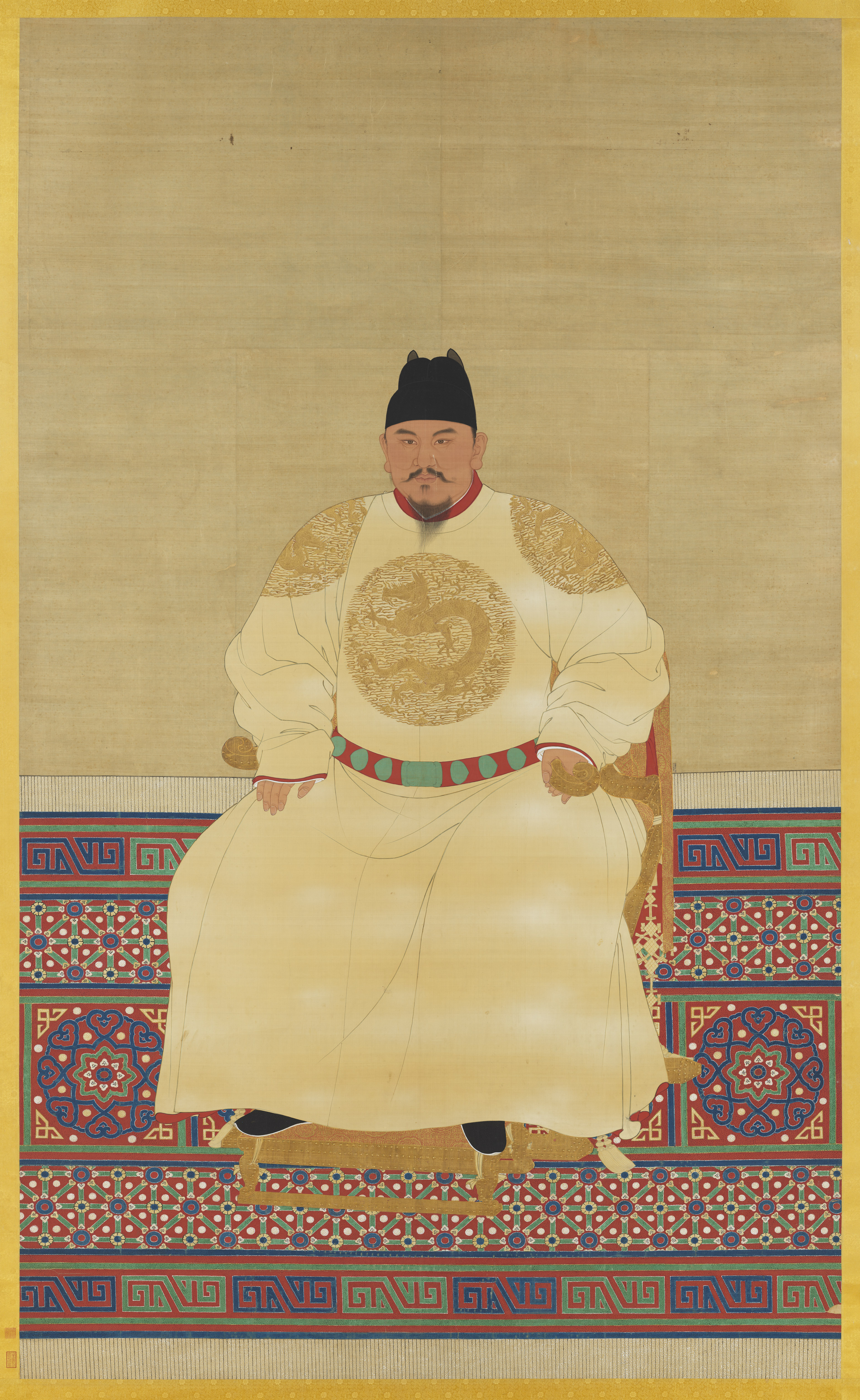
朱元璋、温和な有徳者として描かれている

元末の天暦元年9月18日（1328年10月29日）、淮水ほとりの濠州鍾離県（現在の安徽省鳳陽県）にて生まれる。父は朱五四（後に世珍と改名）、母は陳氏。兄が3人、姉が2人いる6人兄弟の末っ子だった。五四の兄五一の家に4人の男子がおり、朱家で8人目の男子ということから朱重八と名付けられた（以後、煩雑となるので元璋で通す）。母親は夢の中で仙人から赤い玉を授かって重八を妊娠し、彼が生まれると家全体が赤く光り輝き、近所の人々が火事と勘違いして家に集まってきたが、火事が起きてないので不思議な顔をして帰っていったという。
朱家は元は劉邦の出身地である江蘇省沛県に住んでいたが、元のはじめ頃に生活苦から句容に移る。しかし元璋の祖父初一は徭役の重さに耐えかねて盱眙県へ遷る。ここである程度の暮らしを手に入れることに成功し、息子の五一と五四も一家を構えることができた。しかし初一死後は再び困窮するようになり、濠州霊璧次いで虹県 に遷る。この間に3人の兄が誕生し、鍾離県に遷ったところで重八が生まれた。このように朱家は流民と言ったほうが良いような貧農だった。
両親は幼い元璋を村の塾に通わせていたが、学費が続かず、地主のもとに牧童として奉公に出されることになった。幼い頃の元璋はガキ大将であり、牧童仲間の間で信望が高かった。ある時、腹を空かした元璋たちは我慢ができなくって地主の牛を1頭殺して皆で食べてしまった。満腹になった後、地主からのお仕置きを恐れて青くなった彼らだったが、元璋は自分が責任を取ると言って一人で地主のもとに赴き、地主から滅多打ちにされた。
貧しいながらも何とか生きていた朱一家であったが、至正4年（1344年）、元璋17歳の時に淮河一帯が酷い干ばつに襲われる。農作物は枯れてしまい、そこに蝗が来襲して緑の物を食い尽くして飢饉となった。さらに追い打ちをかけるように疫病が流行。父母と長兄はこの時に死亡した。3人の遺体を埋葬した後、次兄は郷里に残り、三兄は他家に養子に出て、元璋は隣人のつてにより皇覚寺（現隆興寺 ）という寺で小僧となることになった（2人の姉はすでに他家に嫁いでいた）。その後、兄弟が再び会うことはなく、これが今生の別れとなった。
しかし皇覚寺でも飢饉の影響は色濃く早々に食料が尽きてしまい、寺に入ってから2か月弱で食を求めて托鉢の旅に出ざるを得なくなった。その様はほとんど乞食同然の悲惨なものであり、後年元璋はこのときのことを思い返して「身は蓬の如く風に逐われて止まるところなく、心は滾滾として沸騰する」と述べている。濠州から始まって南の合肥、そこから西の六安・光州・固始・息州・羅山・信陽・汝州・陳州・亳州・潁州と3年にわたって淮西地方（淮河の西）をほとんどくまなく回った。長く苦しい旅であったが、この旅で得た知識・経験はそれまで狭い世界に住んでいた元璋の目を大きく開かせることになり、のちの争覇戦での大きな助けとなった。
3年後、元璋が21歳になった至正7年（1347年）に皇覚寺に戻り、再び僧侶としての修行に入る。後に部下となる徐達や湯和と付き合いがはじまったのがこの頃である。

#### 紅巾の乱
至正11年（1351年）、白蓮教徒の集団が各地で反乱を起こし、紅巾の乱が勃発した。その中で皇覚寺は反乱軍に通じているという疑いがかけられて元軍から焼き討ちにされてしまった。寺の焼け跡で元璋が自分の将来を占ってみたところ、紅巾軍への参加が大吉であると出たため、韓林児を教祖とする東系紅巾軍の一派として濠州で挙兵していた郭子興のもとに身を投じた。なおこのときに最初は間諜と間違われて殺されそうになったが、面構えが郭子興に気に入られて幕下に入ったという逸話がある。朱元璋は郭子興の下でめきめきと頭角を現し、郭の養女の馬氏を妻に貰った。これが後の馬皇后である。
この頃に名を重八から元璋に変え、徐達や勇猛で知られる常遇春や後の謀臣の李善長・劉基ら優秀な部下を獲得していった。朱元璋は李善長から「漢の高祖劉邦は農民から身を起こしました。度量広く殺人を好まなかったために皇帝となりました。公（元璋）は高祖を手本とすれば天下を統一できます」と言われた。至正15年（1355年）の郭子興の死後は郭軍団から離れて一独立勢力となり、翌年に集慶路（南京）を攻撃してこれを落とし、ここを応天府と改名して本拠地に据え、部下から推挙されて呉国公を名乗るようになった。

#### 江南の統一

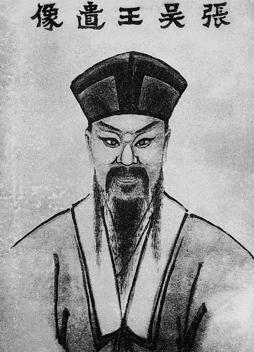
張士誠

その頃、長江上流では西系紅巾よりのし上がってきた陳友諒が大漢国をうち立て、湖北から江西の一帯を支配していた。また非紅巾勢力の張士誠も平江（蘇州）を本拠に大勢力を築いていた。朱元璋を含めたこの3勢力で当時、中国で最も豊かであるといわれた江南の覇権を争うことになった。至正20年（1360年）、陳友諒は大軍を率いて応天府の直ぐ側にある采石まで進軍し陣を敷いた。その上で張士誠に使者を送り、共に朱元璋を挟み撃ちにするよう要請したが、張士誠は決断できず、陳友諒単独で元璋軍に攻撃を仕掛けた。応天府では投降、首都放棄を主張する者まで現れるほど混乱したが、元璋は劉基の「陳友諒との決戦あるのみ」との意見を採用して決戦に挑んだ。部下の康茂才が陳友諒の旧知であったので、偽りの内応の手紙を出して陳友諒の軍を引きずりこみ捕虜7000・軍艦数百を鹵獲、さらに大漢国勢力圏の安慶などを占領する勝利を挙げた。さらに翌至正21年（1361年）にも陳友諒が攻撃を仕掛けてきたが、これも撃退して大漢国の領土を大きく奪った。
至正22年（1362年）に旗揚げ以来の部下である邵栄と趙継祖が元璋暗殺を企んで発覚するという事件が起きている。元璋は彼らの処刑をためらったが常遇春に諌められて泣く泣く処刑した。この事件を期に元々峻厳であった元璋軍の内部統制は厳しさを増した。至正23年（1363年）、東系紅巾軍の総帥とされていた小明王韓林児が張士誠の軍に攻められて危機に陥っていた。名目上の主君である韓林児を救うために元璋は自ら軍を率いてこれを救出。部下の勧めもあって皇帝の御座を用意して韓林児を推戴しようとしたが、劉基の強い反対により取りやめ、韓林児を応天府から滁州に移した。
元璋が韓林児救出で留守にしている間に陳友諒は艦隊を立て直し、60万の大軍を載せて元璋軍統治下の南昌を攻撃してきた。応天府に帰還した元璋は南昌へと進発、この知らせを聞いた陳友諒は南昌の囲みを解いて、東の鄱陽湖で元璋軍と激突した（鄱陽湖の戦い）。戦いは友諒軍優勢に進み、元璋軍は敗色濃厚となった。この状況を打開するため元璋は船に枯れ草と火薬を満載して火を付けて友諒軍の軍艦に突っ込ませた。これにより湖は火の海となり、友諒軍の軍艦は焼け落ち、兵士たちが多く焼け死んだ。さらに翌日に友諒軍を打ち破ったことで友諒は鄱陽湖からの脱出を図ったが、元璋軍が出口を抑えていたのでこれと交戦。この戦いの最中に陳友諒が流矢に当たって戦死したため友諒軍は総崩れとなり、元璋軍の大勝となった。残党は武昌へと逃れるも翌年にこれも降伏させて大漢を完全に滅ぼした。
翌至正24年（1364年）、朱元璋は呉王を名乗った。同じ頃、張士誠も呉王を名乗っており、両者は江南の覇権をかけて激突した。朱元璋は至正25年（1365年）に淮東・至正26年（1366年）8月に浙西と張士誠側の要地を一つ一つ落とし、同年11月に張士誠の本拠蘇州を攻撃。長きにわたる包囲戦の末、翌年の至正27年（1367年）に蘇州は陥落。張士誠は陥落直前に自殺を図ったが元璋軍の兵士に捉えられる。しかし護送の途中で再び自殺を試みて果てた。
蘇州陥落前の至正26年の冬に小明王韓林児を応天府に迎えると称して部下を派遣したが、その途上でわざと船を転覆させて韓林児を殺した。この時点で元璋にとって韓林児に利用価値は残っておらず、むしろ秩序の構築に邪魔な存在となっていたのである。同時に元璋は紅巾軍を「賊」と明言し、白蓮教を邪教として非難するようになった。そしてそれまで使っていた大宋国の元号龍鳳を捨てて翌1367年を呉元年とした。

#### 北伐
張士誠を滅ぼした時点で朱元璋の呉以外の勢力として、浙江には海賊上がりの方国珍・福建には陳友定、西の四川には陳友諒と同じく西系紅巾軍から別れた明玉珍がいた。しかしいずれも呉に対抗できる勢力ではなく、朱元璋の次なる目標は北に数十万の軍勢を要する元軍を追い落とすことになった。
呉元年（1367年）10月、徐達を大将軍・常遇春を副将軍とする25万の軍が北伐へと出発した。北伐軍は破竹の勢いで勝ち進み、同年12月には山東を翌年4月に河南を平定、汴梁を開封府とした。また馮勝（馮国勝が改名）率いる別働隊は潼関を抜いて陝西を占領した。開封で合流した軍は北進して元の首都大都へと迫り、動揺した元皇帝トゴン・テムルは大都を捨てて北の上都に逃亡。更に追撃を受けて内モンゴルの応昌へと逃れてそこで病死した。
翌洪武元年の正月、応天府にて朱元璋は即位し、元号を洪武とし、国号を大明とした（以下の記事では朱元璋を洪武帝と呼び替える）。

### 即位後

#### 中央・地方制度
建国直後は元制をそのまま引き継いで強大な権限を持つ中書省があり、そこに左右丞相をおいて政務に当たらせていた。しかし洪武13年（1380年）の胡惟庸の獄（#粛清と弾圧で後述）を切っ掛けに中書省を廃止して六部を直属とした。また軍も皇帝直属とし、宦官の専横を抑えるために宦官は学問をしてはならないという布告を出した。地方制度も当初は元と同じく行中書省を置いていたが、洪武9年（1376年）に行中書省を廃止。行中書省は民政・財政・監察・軍政の権限を持つ強大な組織であったが、これらの権限をそれぞれ民政・財政を司る承宣布政使司（長官は布政使）・監察を司る堤刑按察使司（長官は按察使）・軍政を司る都指揮使司（長官は都指揮使）に分割した。

#### 農業政策
洪武帝は相次ぐ戦乱により荒廃した農村を立て直すために流民を故郷へと帰し、土地が足りない地域の農民を空いている土地に移住させ、新たに田地を開拓した民にはその土地の所有を認めるなど耕作地の拡大に努めた。この政策により耕作地面積は国初の5倍にまでなったという。農業の回復を国家財政につなげるために全国的に条量（検地）を行い、それを基に土地台帳の『魚鱗図冊』と戸籍台帳の『賦役黄冊』を作成。『賦役黄冊』を基に農村の徴収の基本単位として110戸ごとに一つとしてまとめる里甲制を実施した。農民の教化を図るために『六諭』を発し、生業に励むこと・父母に孝養すること・長上を敬うことなどを訓戒した。
他にそれまでの募兵制から徴兵制に切り替え、民の戸を通常の民戸と兵役を担当する軍戸に分け、軍戸を管轄する衛所を全国に設けた（衛所制）。

#### 商業政策
通貨については統一の20年前から応天府にて「大中通宝」という銅銭（明銭）を鋳造しおり、明成立とともに新たに「洪武通宝」を発行した。しかし中国では以前より原料の銅が不足しており、銅銭の鋳造量は北宋代の10分の1でしかなく、銅銭不足が深刻となった。これに対応するために新たに不換紙幣である「大明通行宝鈔」を発行した。しかしこの宝鈔は早々に暴落して失敗に終わる（洪武帝後の明の貨幣は銀へと移り変わっていく）。
歴代王朝と同じく明もまた塩の専売制を取った。塩の専売に携わるものは竈戸という特別な戸に編入された。明の専売制では塩を買いたいと思う商人は軍事拠点などに食料・馬草などを供給し、それと引き換えに塩の販売許可書である塩引が発行されるという形式で行われた。

#### 対外政策
トゴン・テムル死後に北元は皇太子のアユルシリダラが後を継いでいたが、洪武8年（1375年）のココ・テムルの死後はその勢力を大きく減退させていた。更に洪武21年（1388年）には藍玉を将軍とした明軍がアユルシリダラの弟トグス・テムルの軍を撃破。その後にトグス・テムルが殺されたことでモンゴルは混乱期に入ることになる。
この頃から中国沿岸部での倭寇の活動が活発化し、洪武帝の頭を悩ませていた。洪武2年（1369年）と翌年に日本の懐良親王に使者を出して倭寇の取締を求めたがうまく行かず。方針を転換して北朝の足利幕府に使者を出して倭寇取締を要請したが、倭寇の中心地である九州では南朝方の力が強く、有効な取締はできなかった。
倭寇と関連して、洪武帝は海禁政策を取り、朝貢以外の海外貿易を一切禁止した。しかし海禁令は遵守されずに密貿易が行われており、地方官の方でもこれを見逃していた。

### 粛清と弾圧
朱元璋という人物を語る上で欠かすことのできないのがこの粛清政策である。その治世の中で行ったのが文字の獄・胡惟庸の獄・藍玉の獄（合わせて胡藍の獄と呼ばれる。）・空印事件・郭桓の案の疑獄事件であり、その過程で多数の無実の人が犠牲となった。洪武帝の皇太子として長男の朱標が選ばれていたが、朱標は儒教的教育を受けた優しい性格で、洪武帝から見るとあまりにも甘すぎると感じられた。これらの事件は皇太子に受け継がせる前に王朝を万全なものとするために起こしたと考えられる。
時系列的に最初に起こった（起こした）のが洪武9年（1376年）の「空印事件」（「空印の案」とも）である。当時の地方官はその地方単位（行中書省・府・州・県）ごとに中央の戸部（財政担当）へ収支報告を行うことが義務付けられていた。戸部の方でその書類を審査した結果差し戻しになった場合、数字を直した上で一旦戻って地方長官の印を押しなおさねばならなかった。首都から遠ければ遠いほどその手間と費用は莫大なものとなる。これの対策として予め印だけ押した白紙の文書を用意して、差し戻しがあった場合にこれを使って再作成することが慣例となっていた。これに目をつけた洪武帝はこの慣例が不正の温床となっているとして関係者を処刑・左遷し、数千人の地方官や胥吏が入れ変えられた。その取締方法も監察からの告発さえあれば問答無用で処罰するという強引なもので、このやり方に抗議した者たちも労役に就かされる、投獄されるなどの憂き目にあった。この政策は江南の地方官が現地採用であったことから現地の地主層との癒着が目に余るものであったので総入れ替えをすることでその関係を断つ目的があった。これに付随して前述の行中書省の廃止が行われている。
次におきたのが、胡惟庸の獄である。胡惟庸は当時中書左丞相という政治の最高職にあり、朱元璋の信頼を受けて専権をふるった。先の空印事件の摘発においてもその側近の陳寧と共に中心的な役割を果たし、数多の官僚を追い込んでいった。ところが洪武13年（1380年）になって唐突にこの二人が謀反の疑いで逮捕された。御史中丞の凃節の密告によれば、増長した二人は洪武帝に対して叛意をいだき、日本やモンゴルと通じて決起するつもりであったという。胡惟庸も陳寧も逮捕されてから即刻処刑された（密告者の凃節も後に処刑された）。またこれに伴って先述した中書省の廃止と六部および軍の皇帝への直属が実施されている。これを鑑みるに胡惟庸たちの増長と不法行為は事実であったろうが、謀反などというのは捏造されたものであり、皇帝権の確立を狙った洪武帝によって人身御供として選ばれたのが胡惟庸らであったというのが真相であろう。この獄の余波はさらに多方面に及び、多くの官僚・知識人・地主層が「胡党」であるという理由で処刑された。疑心暗鬼に陥った彼らは魔女狩りのごとく敵対する相手を「胡党」と告発して陥れた。しかもそれら全てまともな捜査もなく疑いをかけられた時点で処刑は免れなかった。犠牲者の数は1万5000近くに登るという。清廉潔白な宋濂ですら連座され、馬皇后のとりなしで刑一等を減ぜられて流刑となったが、翌年死んだ。
胡惟庸の獄の後の洪武15年（1382年）8月、糟糠の妻である馬皇后が病に倒れる。元璋同様、卑賤の出身であるが勉強熱心かつ謙虚な姿勢で夫の元璋のことを立てながらも先述の宋濂の事例のように夫が間違っていると感じたときはそれを諌めるような人であった。皇后は病に倒れたあとに元璋に対して「私が死んでも（皇后を診た）医者を罰しないように」と頼んでいた。そのまま皇后は崩御。元璋は悲しみの淵に沈み、以後新たに皇后を立てることはなかった。
皇后を失った洪武帝の暴走はますます加速する。洪武18年（1385年）には郭桓の案が起こる。まず戸部尚書の郭桓が横領を行ったとして死刑となった。さらに六部の官僚のみならず地方官・一般民衆を含めて殺されたものは数万にのぼったという。また前年の洪武17年頃から文字の獄と呼ばれる知識人層に対する弾圧を行う。「光」「禿」「僧」などの字を使っただけで、洪武帝が昔僧侶であったことを当てこすったとして処刑され、「則」の字も「賊」の字に通じて洪武帝が紅巾軍にいたことを揶揄したとしててそれだけで処刑された。文字の獄はここから洪武29年（1396年）まで続き、知識人を恐怖のどん底に陥れた。
さらに洪武帝は功臣の粛清を再び開始する。洪武18年に徐達が背中の腫れ物により病の床にあったが、これに対して洪武帝は見舞いとして蒸したガチョウを送った。ガチョウは当時腫れ物には厳禁の食べ物とされており、遠回しに死ねと言われていると解釈した徐達は泣きながらガチョウを食べて数日後に死んだ。さらに洪武23年（1390年）になって胡惟庸の獄が蒸し返され、李善長が自殺に追い込まれ、その他の功臣・官僚・地主など1万5000人が処刑された。これでやっと粛清の嵐も収まったかと思われた洪武25年（1392年）、皇太子朱標が早世した。洪武帝は朱標の第二子の朱允炆（後の建文帝）を皇太孫としたが、幼い後継者に代わったことでさらに後事が心配になり、再び粛清を始めた。洪武26年（1393年）に藍玉が謀反を企んだとして、一族もろとも殺された。これに関連して功臣・官僚・地主ら1万5000人が処刑された。これは藍玉の獄と呼ばれ、胡惟庸の獄と合わせて胡藍の獄とも呼ばれる。

### 最期

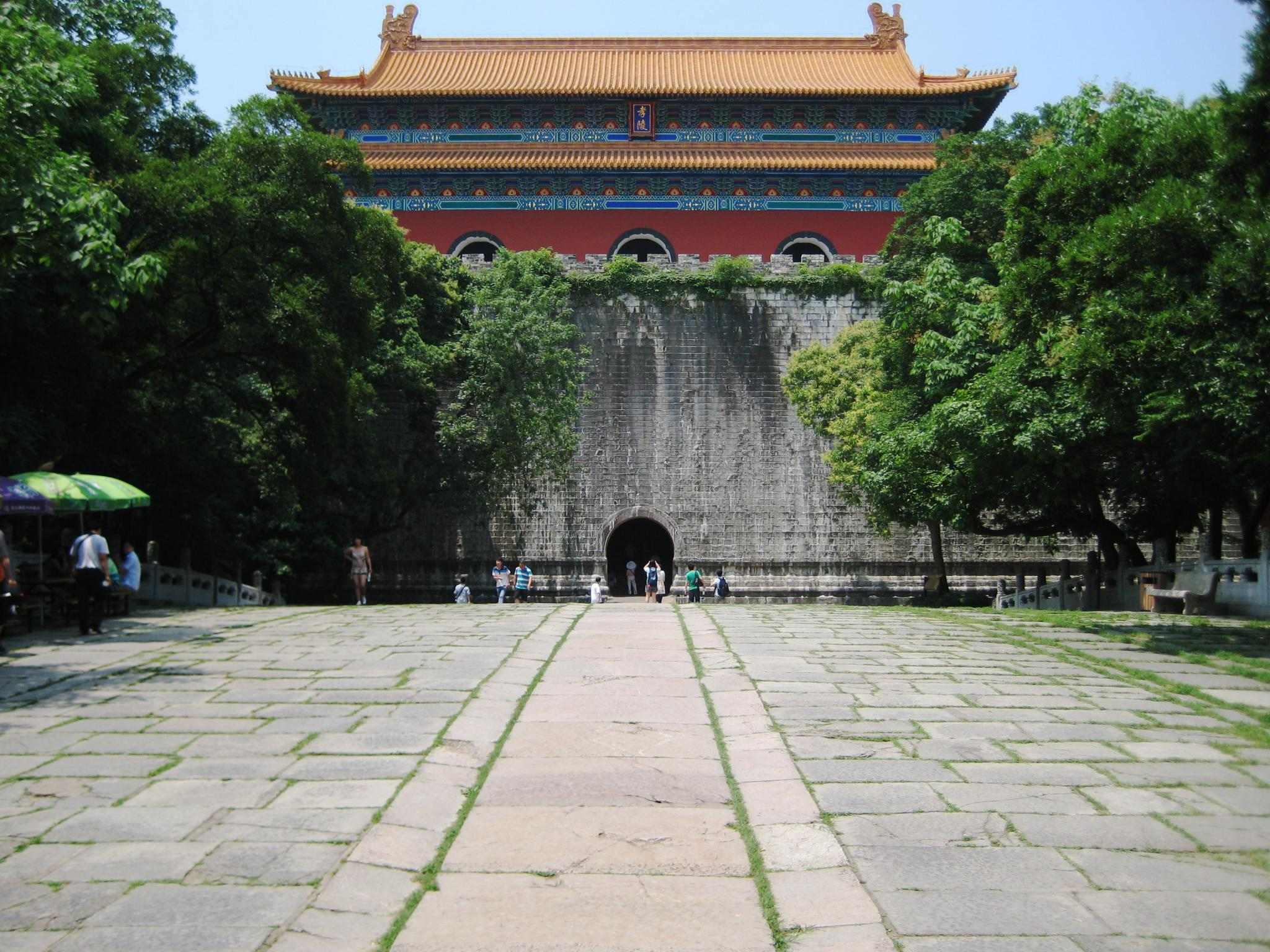
南京紫金山明孝陵
朱元璋と后妃の陵墓

その後も洪武帝は功臣を殺し続け、洪武27年（1394年）には傅友徳・28年（1395年）には馮勝（馮国勝）がそれぞれ処刑され、結局功臣の中で洪武帝に殺されなかったのは湯和・耿炳文・郭英ら数人だけであり、湯和も疑いを避けるために故郷に引きこもる生活を送っていた。
洪武31年閏5月10日（1398年6月24日）、応天府の西宮で崩御。享年は71（満69歳）。南京玄武区紫金山南麓の明孝陵に葬られる。後を孫の朱允炆（建文帝）が継いだ。
洪武帝の死後、孫の朱允炆が即位して建文帝となった。洪武帝は孫のために万全の策を尽くしたと思ったのであろうが、翌年には靖難の変で建文帝と四男の朱棣が戦うことになる。洪武帝は家臣には異常な程猜疑の目を向けたが、自分の家族は全面的に信じ、大きな兵を預けたままであった。戦術に長けていた功臣は既に殺し尽くされていたので、朝廷軍は二流の将軍しか持たず、結局建文帝は敗北し、朱棣が即位して永楽帝となった。

## 人物・逸話

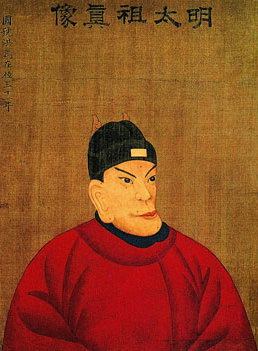
もう一つの朱元璋像

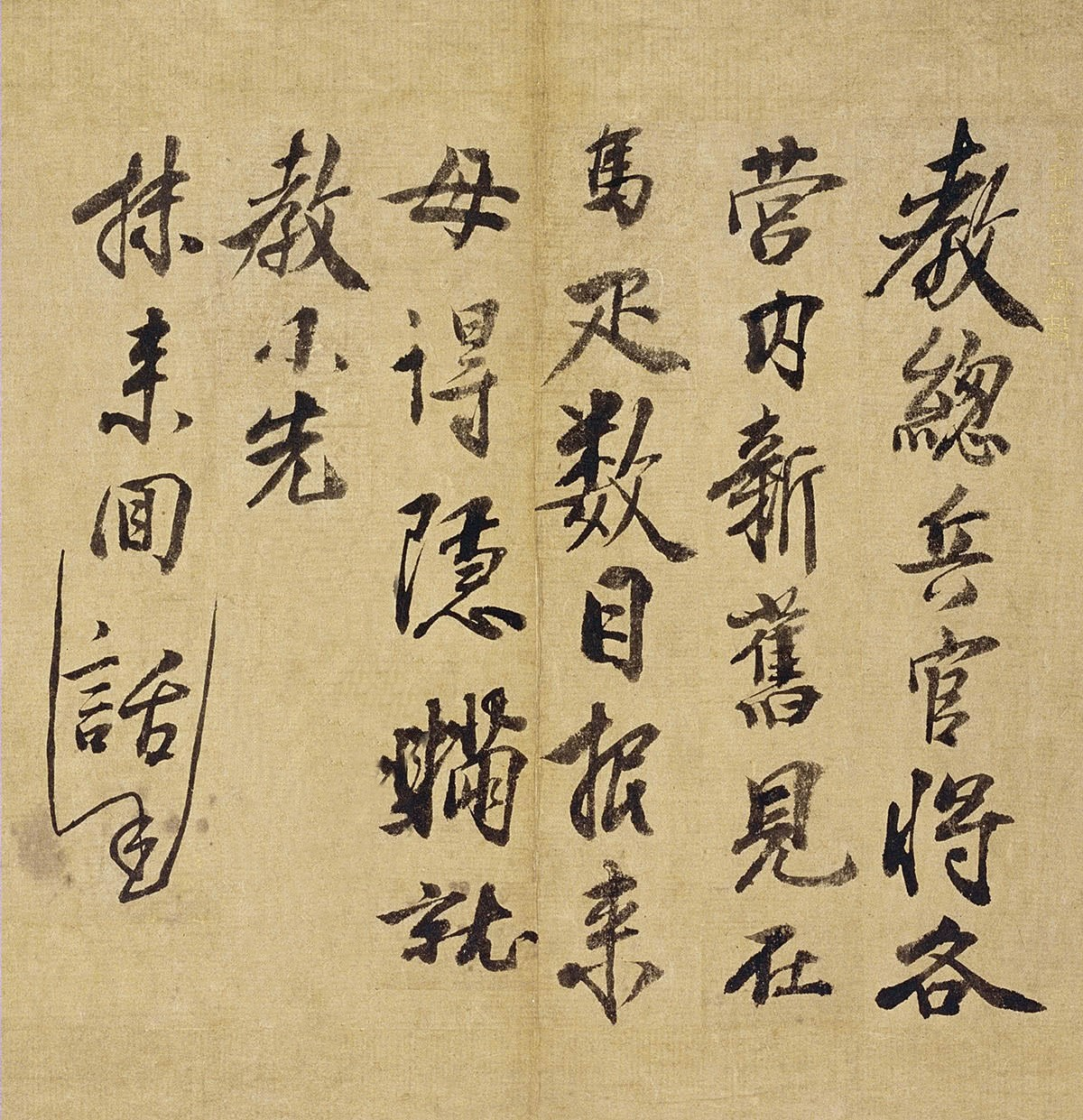
残された朱元璋の筆跡

- 現代に残っている洪武帝の肖像画は、2種類の両極端な傾向のものが共に本人のものとして知られている[100]。一方はいかにも君子然とした温和そうな老人であり、もう一つはねじくれた顔をした痣の多い醜い人相のもので、現存数は後者のほうが圧倒的に多い。後者が実像で、前者は天子にふさわしい尊容として画家に粉飾・美化させたものと推察される[101]。逆に、前者が実像で、後者は粉飾であるという異説もあるが、やはり醜い容貌のほうが史実に近いとも考えられる[102]。
- 文字の獄のような政策は政治上の必要から行われたこともあったろうが、その基盤となったのは洪武帝の文人や商人に対する不信感によるものでもあったであろう[91]。少年時代の極貧生活の記憶が常に洪武帝の頭の中にあった。文人や功臣を大量に殺す一方で肉刑を禁ずる布告を出したり、治水工事を熱心に行うなど農民に対しては常に心を砕き、恤れみの心を持っていた。

### 評価
清の考証学者趙翼は朱元璋を「一身において聖賢、豪傑、盗賊を兼ねた才物」（『二十二史箚記』巻36）と評している。

## 現代中国への影響

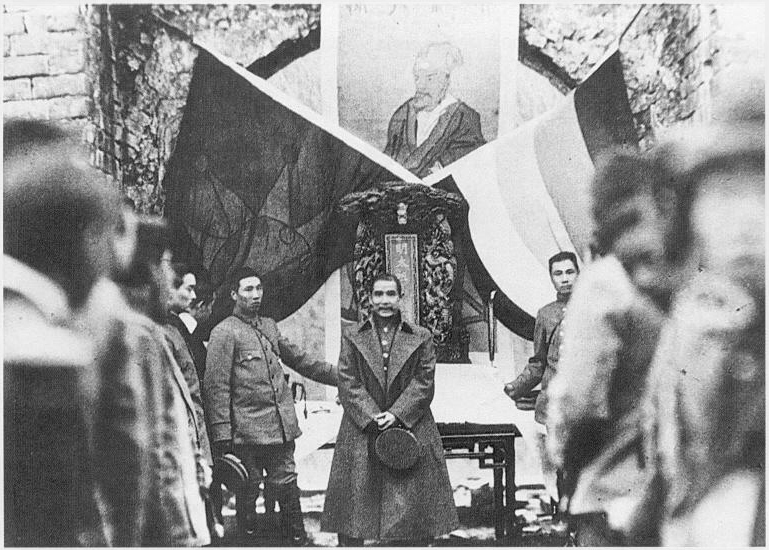
明孝陵を訪れる孫文

1912年、孫文が辛亥革命を起こして清を打倒し、中華民国を建国した後に洪武帝が葬られた明孝陵を訪れて参拝し、漢民族の国家の復活を報告している。

## 宗室

### 父母
- 父 朱世珍（元の名は朱五四、後に仁祖淳皇帝とされる）
- 母 陳氏（後に淳皇后とされる）

### 后妃
- 皇后 孝慈高皇后馬氏
- 成穆貴妃孫氏

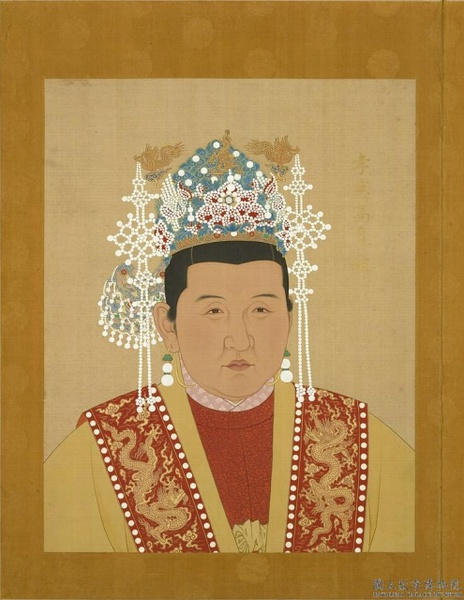
孝慈高皇后馬氏

- 淑妃李氏、寧妃郭氏、麗妃葛氏、恵妃郭氏、順妃胡氏、昭敬充妃胡氏、定妃達氏、安妃鄭氏
- 美人張氏、美人葛氏、妃韓氏、妃楊氏、妃周氏
- 林氏、李氏、余氏、郜氏、熊氏

### 男子
1. 懿文太子 朱標 - 母は馬皇后
2. 秦愍王 朱樉（木偏 + 爽） - 母は馬皇后
3. 晋恭王 朱棡 - 母は馬皇后
4. 燕王（永楽帝）朱棣 - 母は馬皇后（疑義あり）
5. 周定王 朱橚（木偏 + 肅） - 母は馬皇后
6. 楚昭王 朱楨 - 母は胡充妃
7. 斉恭王 朱榑 - 母は達定妃
8. 潭王 朱梓 - 母は達定妃
9. 趙王 朱杞 - 幼殤
10. 魯荒王 朱檀 - 母は郭寧妃
11. 蜀献王 朱椿 - 母は郭恵妃
12. 湘献王 朱柏 - 母は胡順妃
13. 代簡王 朱桂 - 母は郭恵妃
14. 粛荘王 朱楧（木偏 + 英） - 母は郜氏
15. 遼簡王 朱植 - 母は韓妃
16. 慶靖王 朱㮵（木偏 + 旃） - 母は余妃
17. 寧献王 朱権 - 母は楊妃
18. 岷荘王 朱楩 - 母は周妃
19. 谷王 朱橞（木偏 + 惠） - 母は郭恵妃
20. 韓憲王 朱松 - 母は周妃
21. 沈簡王 朱模 - 母は趙貴妃
22. 安恵王 朱楹
23. 唐定王 朱桱 - 母は李賢妃
24. 郢靖王 朱棟 - 母は劉恵妃
25. 伊厲王 朱㰘（木偏 + 彝） - 母は葛麗妃
26. 朱楠 - 夭折、母は葛麗妃

### 女子
- 臨安公主 - 母は孫貴妃
- 寧国公主 - 母は馬皇后
- 崇寧公主
- 安慶公主 - 母は馬皇后
- 汝寧公主 - 母は郭寧妃
- 懐慶公主 - 母は孫貴妃
- 大名公主 - 母は郭寧妃
- 福清公主 - 母は鄭安妃
- 寿春公主
- 第十皇女 - 夭折、母は孫貴妃
- 南康公主 - 母は林氏
- 永嘉公主 朱善清 - 母は郭恵妃
- 第十三皇女 - 夭折、母は孫貴妃
- 含山公主 - 母は韓妃
- 汝陽公主 - 母は郭恵妃
- 宝慶公主 - 母は美人張玄妙

### 従子女
- 朱聖保 - 朱元璋の長兄の朱興隆の子
- 南昌王 朱文正 - 朱興隆の子
- 朱旺 - 朱元璋の次兄の朱興盛の子
- 福成公主 - 朱興隆の娘
- 慶陽公主 - 朱元璋の伯父の朱五一の子の朱重五の娘

## 登場作品
小説
- 伴野朗『朱龍賦』徳間書店、1992年、のち文庫
- 小前亮『朱元璋 皇帝の貌』講談社、2010年、講談社文庫、2014年

映画
- 『デブゴンの太閤記』（1978年、台湾、演：サモ・ハン・キンポー）

テレビドラマ
- 『大明帝国 朱元璋』（2006年、中国、演：胡軍）
- 『大明皇妃 -Empress of the Ming-』（2019年、中国、演：許翔）
- 『永楽帝〜大明天下の輝き〜』（2022年、中国、演：チェン・バオグオ）